# Будичевска Большая
Больша́я Будиче́вска (Будичевска-Велька) — гора в  Украинских Карпатах, в массиве Чивчины. Расположена в  Верховинском районе  Ивано-Франковской области, южнее села  Буркут.
Высота 1677,9 м. Подножие и склоны горы покрыты лесами, выше — полонины. Склоны крутые. Вершина расположена на главном хребте Чивчинских гор, имеет несколько отрогов, особенно длинный северный отрог. К востоку расположена высочайшая вершина Чивчинских гор — Чивчин (1769 м).
Через вершину проходит украинско-румынская граница.
Ближайший населенный пункт: с.  Буркут.
- На многих картах прижилось название горы — Будичевска-Велька (Велько — большая), что является напоминанием времен до 1939 года, когда эти территории принадлежали Польше. Согласно правилам произношения государственного языка Украины гору правильно называть Великой Будичевскою.